# Yirrkala calyptra
Yirrkala calyptra är en fiskart som beskrevs av Mccosker 2011. Yirrkala calyptra ingår i släktet Yirrkala och familjen Ophichthidae. Inga underarter finns listade i Catalogue of Life.